# أندريه شميت
أندريه شميت (بالألمانية: André Schmidt)‏ (1 فبراير 1989 في ألمانيا - ) هو لاعب كرة قدم ألماني في مركز الدفاع. لعب مع كارل زايس يينا وVfL 07 Bremen ‏.

## وصلات خارجية
- أندريه شميت على موقع قاعدة بيانات كرة القدم.إي يو (الإنجليزية)
- أندريه شميت على موقع بيانات كرة القدم. دي إي (الألمانية)
- أندريه شميت على موقع عالم كرة القدم.نت (الإنجليزية)